# Триполі (Ліван)
Триполі (араб. طرابلس Trāblos) — друге за величиною місто в Лівані з населенням близько 500 000 жителів. Мусульмани-суніти становлять 80 % населення. Місто розділене на район порту Ель-Мінья та власне місто Триполі.

## Клімат
Місто знаходиться у зоні, котра характеризується середземноморським кліматом. Найтепліший місяць — серпень із середньою температурою 26.7 °C (80 °F). Найхолодніший місяць — січень, із середньою температурою 12.8 °С (55 °F).
| Клімат Триполі          | Клімат Триполі | Клімат Триполі | Клімат Триполі | Клімат Триполі | Клімат Триполі | Клімат Триполі | Клімат Триполі | Клімат Триполі | Клімат Триполі | Клімат Триполі | Клімат Триполі | Клімат Триполі | Клімат Триполі |
| Показник                | Січ.           | Лют.           | Бер.           | Квіт.          | Трав.          | Черв.          | Лип.           | Серп.          | Вер.           | Жовт.          | Лист.          | Груд.          | Рік            |
| Абсолютний максимум, °C | 22             | 21             | 27             | 28             | 32             | 33             | 31             | 33             | 30             | 30             | 31             | 22             | 33             |
| Середній максимум, °C   | 16             | 16             | 17             | 20             | 23             | 26             | 28             | 30             | 27             | 26             | 24             | 18             | 22             |
| Середня температура, °C | 12             | 12             | 13             | 16             | 19             | 23             | 24             | 26             | 24             | 21             | 19             | 14             | 18             |
| Середній мінімум, °C    | 9              | 9              | 10             | 12             | 16             | 20             | 21             | 23             | 21             | 17             | 15             | 11             | 15             |
| Абсолютний мінімум, °C  | 1              | 3              | 2              | 7              | 12             | 16             | 16             | 21             | 17             | 11             | 7              | 7              | 1              |
| Норма опадів, мм        | 180            | 160            | 220            | 90             | 0              | 0              | 0              | 0              | 0              | 30             | 60             | 230            | 1020           |
| Днів з дощем            | 10             | 9              | 7              | 5              | 0              | 0              | 0              | 0              | 0              | 2              | 4              | 10             | 51             |
| Вологість повітря, %    | 66             | 68             | 68             | 71             | 74             | 75             | 73             | 70             | 65             | 65             | 65             | 66             | 69             |
| ----------------------- | -------------- | -------------- | -------------- | -------------- | -------------- | -------------- | -------------- | -------------- | -------------- | -------------- | -------------- | -------------- | -------------- |
| Джерело: Weatherbase    |                |                |                |                |                |                |                |                |                |                |                |                |                |

## Історія
У стародавні часи тут був центр Фінікійської конфедерації, до якої входили Тір, Сідон і Арвад, саме тому Триполі з грецької перекладається як «три-місто». Пізніше місто контролювалося персами, римлянами, арабами, хрестоносцями, мамлюками і османами.

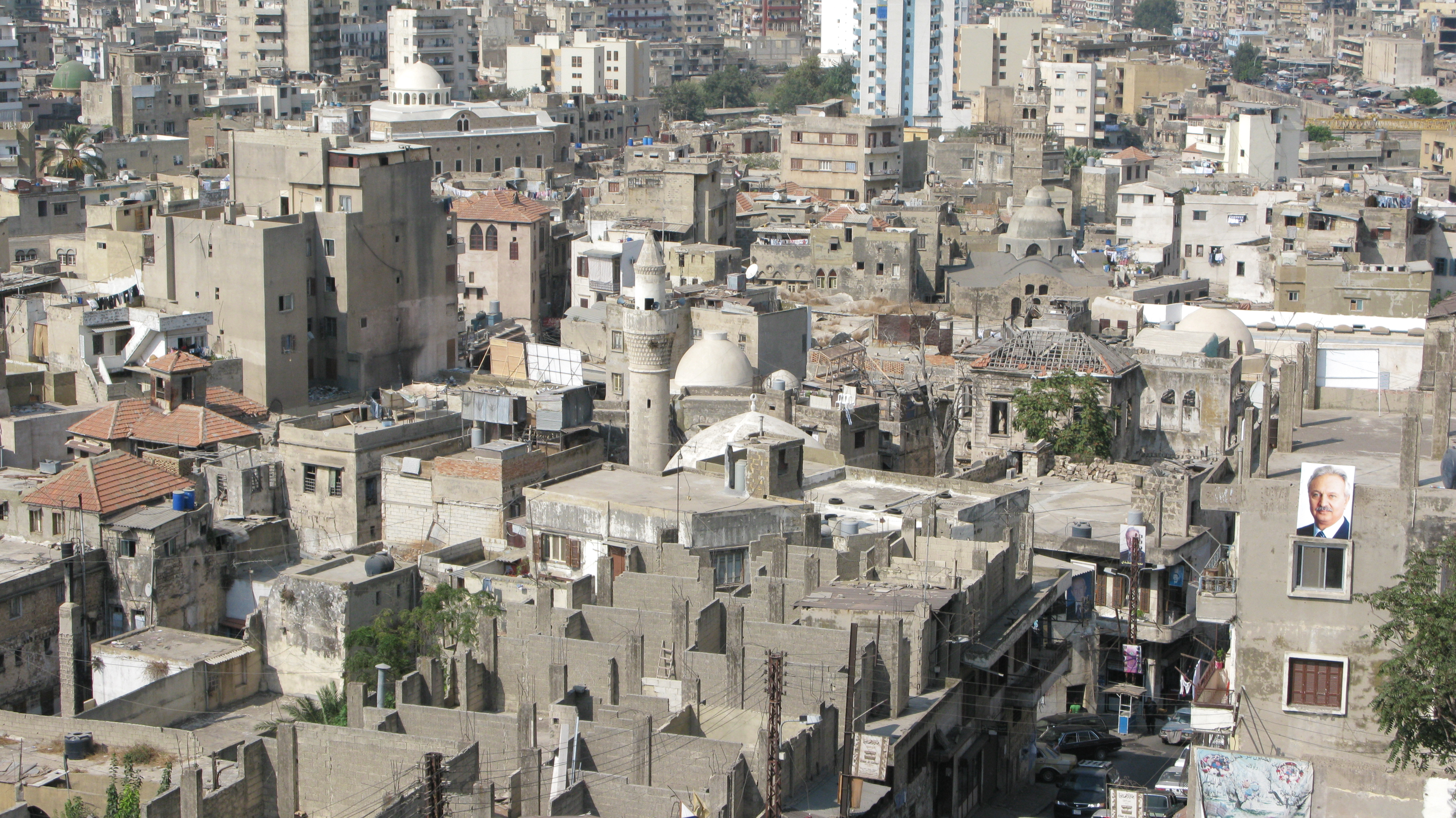
Житловий квартал у східному Триполі

В ХІІ столітті хрестоносці осіли в Триполі на 180 років і зробили його столицею графства Триполі.

### Назва
З часів фінікійців у Триполі було багато назв. В XIV ст. до н. е. місто згадується в Амарнських листах (див. Амарнський архів) як Ахлія чи Вахлія. В табличці, присвяченій захопленню Триполі ассирійським царем Ашшур-назір-апалом II (883—859 до н. е.), місто зветься Махаллата або Махлата, Майза і Кайза. Фінікійці зазвичай називали Триполі Атар. Коли греки поселилися у місті, вони як правило називали його Триполіс. Араби часто називають це місто Аль-Файха (від дієслова «фаха» — «пахнути») через значну кількість апельсинових дерев, які на час цвітіння розповсюджували по всьому Триполі й околицях приємний запах.

## Спорт
- Муніципальний Стадіон Триполі